# Улица Ницгалес (Рига)
Улица Ни́цгалес (латыш. Nīcgales iela) — улица в городе Риге, соединяющая районы Пурвциемс (Видземское предместье) и Дарзциемс (Латгальское предместье). Начинается от перекрёстка с улицей Дзелзавас, заканчивается перекрёстком с улицей Пилдас.
Общая длина улицы составляет 2183 метра. На всём протяжении имеет асфальтовое покрытие. По улице курсирует общественный транспорт: в пределах Пурвциемса — троллейбус, в пределах Дарзциемса — автобус.

## История
Южная часть улицы впервые упоминается в списке улиц Риги в 1932 году под названием улица Герсикас (латыш. Gersikas iela), а в 1936 году — уже под современным названием Ницгалес. Оно происходит от названия старинного села Ницгале — центра Ницгальской волости в Даугавпилсском крае.
В 1938 году улица Ницгалес была объединена с улицей Лачумуйжас (латыш. Lāčumuižas iela; известна с начала XX века под историческим названием Беренгофская). Так сложилась та часть современной улицы, которая ныне относится к Дарзциемсу.
Северная часть улицы Ницгалес, находящаяся в Пурвциемсе, появилась значительно позже. Она была проложена в 1974 году и первоначально называлась «улица Андрея Ерёменко» (в честь советского маршала А. И. Ерёменко). В 1991 году улицы Ницгалес и Андрея Ерёменко были объединены под нынешним названием.

## Прилегающие улицы
Улица Ницгалес пересекается со следующими улицами:
- Улица Дзелзавас
- Улица Пурвциема
- Улица Августа Деглава
- Улица Стопиню
- Улица Зелтиню
- Улица Сеску
- Улица Румбулас
- Улица Кайбалас
- Улица Пилдас

Кроме основного створа улицы, к улице Ницгалес относится ответвление, принадлежавшее бывшей улице Лачумуйжас и выходящее к улице Августа Деглава. До 2019 года к улице Ницгалес относилось и ещё одно ответвление, ныне ставшее отдельной улицей Франча Трасуна.